# Patrick Rossini
Patrick Rossini (Giubiasco, 2 aprile 1988) è un calciatore svizzero, attaccante del Locarno.

## Caratteristiche tecniche
Gioca prevalentemente come prima punta. È veloce e freddo sotto porta.

## Carriera
Il 14 agosto 2015, gli viene inflitta una squalifica di 12 giornate e una multa di 8000 franchi svizzeri da parte della Swiss Football League, insieme al suo compagno di squadra del Lugano, Igor Djurić, per aver versato dei premi durante la stagione precedente a dei giocatori dello Sciaffusa in caso di pareggio o vittoria contro il Servette.
Il 17 settembre 2015 il Tribunale dei ricorsi ha ridotto notevolmente la pena a 2 giornate di squalifica e ad una multa di 5000 franchi svizzeri.

## Statistiche

### Presenze e reti nei club
Statistiche aggiornate al 23 maggio 2016.
| Stagione           | Squadra            | Campionato         | Campionato | Campionato | Coppe nazionali | Coppe nazionali | Coppe nazionali | Coppe continentali | Coppe continentali | Coppe continentali | Altre coppe | Altre coppe | Altre coppe | Totale | Totale |
| Stagione           | Squadra            | Comp               | Pres       | Reti       | Comp            | Pres            | Reti            | Comp               | Pres               | Reti               | Comp        | Pres        | Reti        | Pres   | Reti   |
| ------------------ | ------------------ | ------------------ | ---------- | ---------- | --------------- | --------------- | --------------- | ------------------ | ------------------ | ------------------ | ----------- | ----------- | ----------- | ------ | ------ |
| 2005-2006          | Bellinzona         | CL                 | 3          | 0          | CS              | 1               | 0               | -                  | -                  | -                  | -           | -           | -           | 4      | 0      |
| Totale Bellinzona  | Totale Bellinzona  | Totale Bellinzona  | 3          | 0          |                 | 1               | 0               |                    | -                  | -                  |             |             |             | 4      | 0      |
| 2007-2008          | Locarno            | CL                 | 28         | 5          | CS              | 1               | 0               | -                  | -                  | -                  | -           | -           | -           | 29     | 5      |
| 2008-2009          | Borgomanero        | D                  | 12         | 3          | CI              | ?               | ?               | -                  | -                  | -                  | -           | -           | -           | 12     | 3      |
| Totale Borgomanero | Totale Borgomanero | Totale Borgomanero | 12         | 3          |                 | ?               | ?               |                    | -                  | -                  |             |             |             | 12     | 3      |
| 2008-2009          | Locarno            | CL                 | 8          | 0          | CS              | 1               | 0               | -                  | -                  | -                  | -           | -           | -           | 9      | 0      |
| 2009-2010          | Locarno            | CL                 | 30         | 9          | CS              | 2               | 0               | -                  | -                  | -                  | -           | -           | -           | 32     | 9      |
| Totale Locarno     | Totale Locarno     | Totale Locarno     | 66         | 14         |                 | 4               | 0               |                    | -                  | -                  |             |             |             | 70     | 14     |
| 2010-2011          | Sciaffusa          | CL                 | 21         | 5          | CS              | 2               | 1               | -                  | -                  | -                  | -           | -           | -           | 23     | 6      |
| 2011-2012          | Sciaffusa          | 1.L                | 15         | 11         | -               | -               | -               | -                  | -                  | -                  | -           | -           | -           | 15     | 11     |
| 2012-2013          | Sciaffusa          | PL                 | 30         | 27         | CS              | 2               | 2               | -                  | -                  | -                  | -           | -           | -           | 32     | 29     |
| 2013-2014          | Sciaffusa          | CL                 | 34         | 22         | CS              | 1               | 0               | -                  | -                  | -                  | -           | -           | -           | 35     | 22     |
| Totale Sciaffusa   | Totale Sciaffusa   | Totale Sciaffusa   | 100        | 65         |                 | 5               | 3               |                    | -                  | -                  |             |             |             | 105    | 68     |
| 2014-2015          | Zurigo             | SL                 | 6          | 0          | CS              | 3               | 1               | -                  | -                  | -                  | -           | -           | -           | 9      | 1      |
| Totale Zurigo      | Totale Zurigo      | Totale Zurigo      | 6          | 0          |                 | 3               | 1               |                    | -                  | -                  |             |             |             | 9      | 1      |
| 2014-2015          | Lugano             | CL                 | 14         | 7          | -               | -               | -               | -                  | -                  | -                  | -           | -           | -           | 14     | 7      |
| 2015-2016          | Lugano             | SL                 | 15         | 4          | CS              | 1               | 0               | -                  | -                  | -                  | -           | -           | -           | 16     | 4      |
| Totale Lugano      | Totale Lugano      | Totale Lugano      | 29         | 11         |                 | 1               | 0               |                    | -                  | -                  |             |             |             | 30     | 11     |
| 2015-2016          | Aarau              | CL                 | 17         | 10         | -               | -               | -               | -                  | -                  | -                  | -           | -           | -           | 17     | 10     |
| Totale Aarau       | Totale Aarau       | Totale Aarau       | 17         | 10         |                 | -               | -               |                    | -                  | -                  |             |             |             | 17     | 10     |
| Totale carriera    | Totale carriera    | Totale carriera    | 233        | 103        |                 | 14              | 4               |                    | -                  | -                  |             | -           | -           | 247    | 107    |

## Palmarès

### Club
- Challenge League: 1

Lugano: 2014-2015
- 1ª Lega: 1

Paradiso: 2022-2023 (Gruppo 3)

### Individuale
- Capocannoniere della Challenge League: 1

2013-2014 (22 gol)